# Otomí Tilapa
Otomí Tilapa és una varietat local de l'otomí, llengua ameríndia de Mèxic. És una llengua amenaçada d'extinció i és parlada per un centenar de persones a la ciutat de Santiago Tilapa, entre Toluca i el Districte federal de Mèxic. Ha estat classificat com otomí oriental per Lastra (2006) El seu sistema de conjugacions verbals és molt complex en comparació amb l'otomí mezquital.